# AAC
AAC یا  Advanced Audio Coding یا رمزگذاری پیشرفته صوتی یک نوع فرمت فایل‌های صوتی می‌باشد که عموماً در اینترنت از آن استفاده می‌شود و تقریباً یک نوع جایگزین برای فایل‌های MP3 می‌باشد که در عین حال کیفیت بالا و حجم کمی دارد انواع جدید آن AAC+ و AAC++ می‌باشد.

## تاریخچه
AAC با همکاری و مشارکت شرکت از جمله AT & T، آزمایشگاه‌های بل، مؤسسه فرنهوفر، آزمایشگاه های دالبی و شرکت سونی و نوکیا ایجاد گردید. این استاندارد بین‌المللی توسط کارشناسان تصویر متحرک گروه در ماه آوریل سال 1997 رسماً اعلام شد. 